# Letteratura aziendale
La letteratura aziendale è da intendersi non soltanto come l'insieme delle produzioni testuali di una o più aziende ma, più significativamente, come l'insieme dei romanzi, racconti, non-fiction novel, inchieste e poesie, che rappresentano il mondo dell'impresa. Nel campo italiano tale definizione si è usata già ai tempi della letteratura industriale degli anni Sessanta, ma di rimando dal campo francese - dove era maggiormente adoperata già nel secondo dopoguerra - una connessione tra i termini letteratura e azienda è stata riproposta dalla rivista "Narrativa", a cura di Silvia Contarini, per descrivere i testi italiani apparsi in un arco di tempo di circa 25 anni, compreso tra gli anni novanta del Novecento e il secondo decennio del XXI secolo. 
"Letteratura aziendale" non è comunque una formula criticamente attestata o storicamente definita, e nonostante taluni usi estesi del termine, va intesa come un modo di rinviare alla cosiddetta letteratura postindustriale, o a quella parte della letteratura del lavoro, e della letteratura del (non) lavoro, che ha per ambientazione l'azienda o l'impresa come orizzonte ideologico. 

## Temi e modelli
Tra i temi principali della letteratura aziendale di fine/inizio millennio, vanno ricordati la globalizzazione, il precariato, il lavoro femminile, la disoccupazione giovanile, lo sfruttamento dei migranti, le trasformazioni della working class, le dismissioni industriali, l'inquinamento industriale, la crisi economica e il mondo della finanza. I personaggi ricorrenti sono il telefonista del call center, il manager delle multinazionali, l'imprenditore fallito, l'operaio, il dipendente di un'azienda di servizi, il giovane disoccupato, l'insegnante precario, i laureati che partono dall'Italia per trovare lavoro all'estero.
In generale, è corretto affermare che molta letteratura aziendale contemporanea si ispiri alla tradizione della narrativa sociale e realistica, secondo due modelli novecenteschi fondamentali quali la letteratura industriale e la narrativa impiegatizia. L'orientamento realista di tale letteratura è particolarmente evidente nei testi di non-fiction come i reportage, le interviste, le inchieste, i documentari. Tuttavia, la letteratura aziendale presenta al proprio interno una varietà di registri, che comprende anche scritture tragicomiche o fantastiche. La rappresentazione del lavoro si presenta quindi in modo eterogeneo, e sono frequenti i contatti con altri orientamenti letterari, come per esempio con la letteratura di migrazione.
Un aspetto distintivo della letteratura aziendale recente è il riconoscimento delle trasformazioni della società italiana di fine Novecento. La classe operaia non sembra più essere in grado di condurre la lotta di classe, e diminuisce l'importanza del sindacato. Si rinuncia sempre più spesso alla militanza politica attiva, mentre si afferma la volontà di testimoniare le storture del precariato, soprattutto giovanile, talvolta con sfumature generazionali che denunciano lo smarrimento di molti ragazzi e ragazze, incapaci di completare il proprio percorso di inserimento sociale. Le trasformazioni della working class vengono inoltre registrate attraverso la rappresentazione del lavoro femminile, le inchieste sui migranti e l'indagine sulle organizzazioni criminali. Ne consegue una visione sostanzialmente traumatica delle relazioni sociali e professionali, che nei testi più legati all'ambientazione di fabbrica può sfociare nel rimpianto per la perduta età dell'oro .

## Autori e opere
Tra gli autori che possono essere annoverati nella letteratura aziendale, si segnalano Giovanni Accardo per il romanzo Un anno di corsa (Milano, Sironi, 2006), Andrea Bajani per il libro Mi spezzo ma non m'impiego (Torino, Einaudi, 2006) e per il romanzo breve Cordiali saluti (Torino, Einaudi, 2005), Simona Baldanzi per il romanzo Figlia di una vestaglia blu (Roma, Fazi, 2006), Marco Balzano per il romanzo Pronti a tutte le partenze (Palermo, Sellerio, 2013), Andrea Carraro per il romanzo Il sorcio (Roma, Gaffi, 2007), Ascanio Celestini per Lotta di Classe (Torino, Einaudi, 2009), Andrea Cisi per Cronache dalla ditta (Milano, Mondadori, 2008), Giuseppe Culicchia per il romanzo Tutti giù per terra (Milano, Garzanti, 1994), Mario Desiati per il romanzo Vita precaria e amore eterno (Milano, Mondadori, 2006), Saverio Fattori per il testo 12:47 Strage in fabbrica (Roma, Gaffi, 2012), Giulia Fazzi per Ferita di guerra (Roma, Gaffi, 2005), Angelo Ferracuti per i reportage come Addio. Il romanzo della fine del lavoro (Milano, Chiarelettere, 2016) e Il costo della vita. Storia di una tragedia operaia (Torino, Einaudi, 2013), Giorgio Falco per Pausa caffè (Milano, Sironi, 2004), Peppe Fiore per il romanzo Nessuno è indispensabile (Torino, Einaudi, 2012), Massimo Lolli per romanzi come Il lunedì arriva sempre di domenica pomeriggio (Milano, Mondadori, 2009) e Volevo solo dormirle addosso (Arezzo, Limina, 1998), Sebastiano Nata per romanzi come Il valore dei giorni (Milano, Feltrinelli, 2010) e Il dipendente (Roma–Napoli, Theoria, 1995), Edoardo Nesi per Storia della mia gente. La rabbia e l’amore della mia vita da industriale di provincia (Milano, Bompiani, 2010) e L’età dell’oro (Milano, Bompiani, 2004), Aldo Nove per Mi chiamo Roberta, ho 40 anni, guadagno 250 euro al mese (Einaudi, Torino, 2006), Antonio Pennacchi per Mammut (Roma, Donzelli, 1994), Alberto Prunetti per Amianto. Una storia operaia (Milano, Agenzia X, 2012), Stefano Valenti per La fabbrica del panico (Milano, Feltrinelli, 2013).